# Ноймаркт-Занкт-Файт
Ноймаркт-Занкт-Файт (нім. Neumarkt-Sankt Veit) — місто в Німеччині, розташоване в землі Баварія. Підпорядковується адміністративному округу Верхня Баварія. Входить до складу району Мюльдорф. Центр об'єднання громад Ноймаркт-Занкт-Файт.
Площа — 61,06 км2. Населення становить 6295 ос. (станом на 31 грудня 2020).

## Галерея

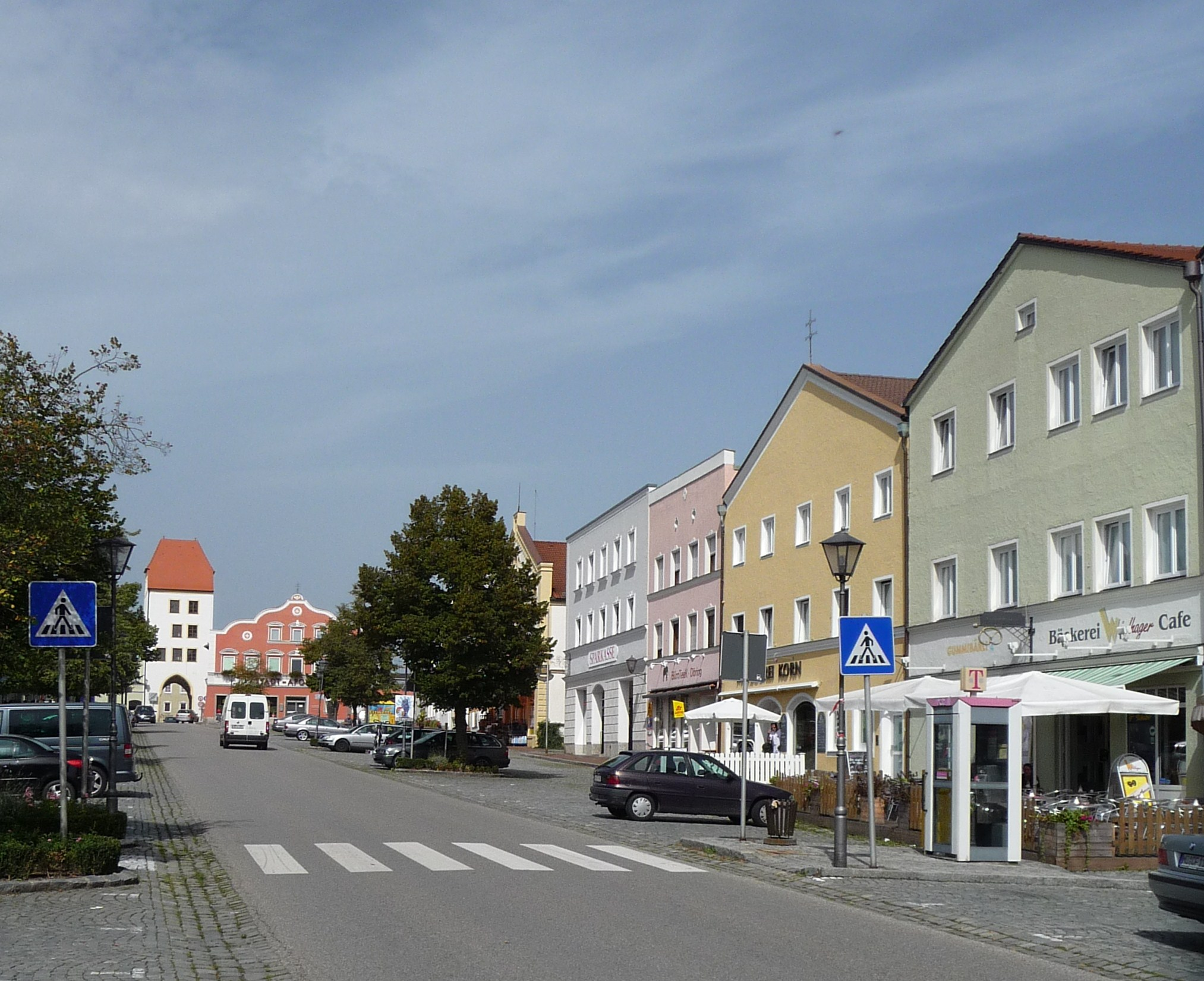
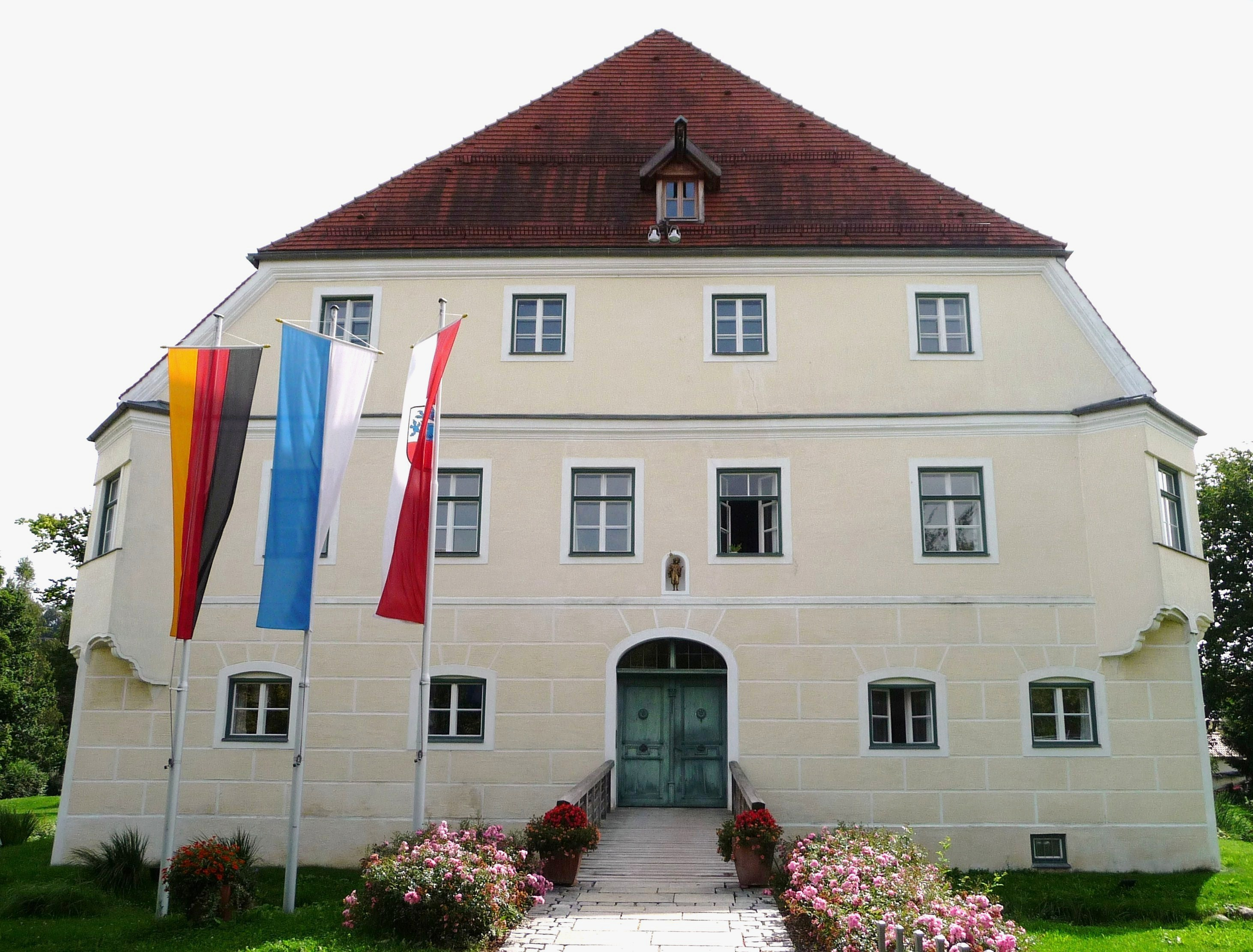
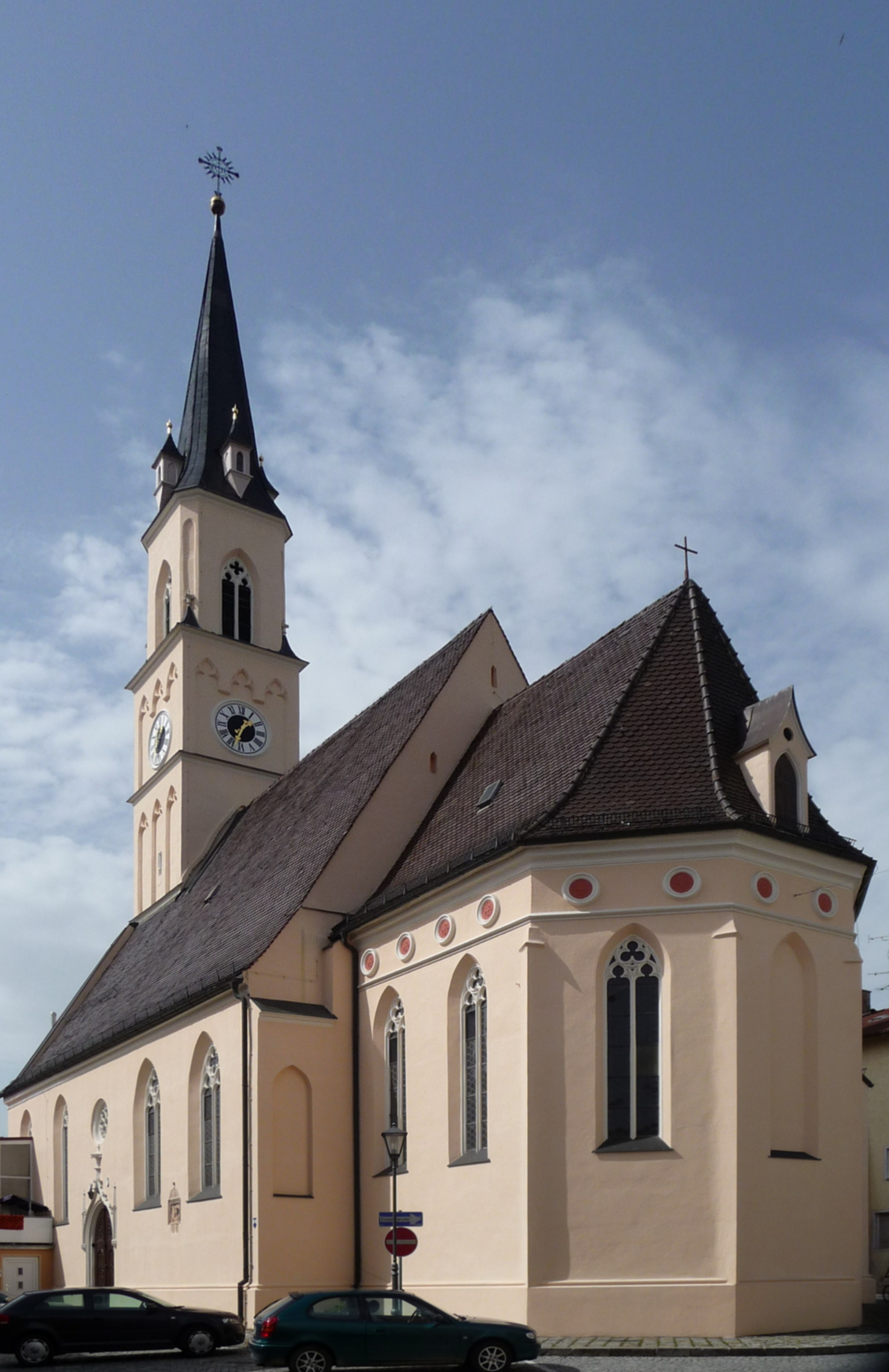